# Liste der Monuments historiques in Noyelles-lès-Seclin
Die Liste der Monuments historiques in Noyelles-lès-Seclin führt die Monuments historiques in der französischen Gemeinde Noyelles-lès-Seclin auf.

## Liste der Bauwerke
| Bezeichnung      | Beschreibung | Standort                      | Kennzeichnung | Schutzstatus | Datum | Bild           |
| ---------------- | ------------ | ----------------------------- | ------------- | ------------ | ----- | -------------- |
| Kirche St-Martin |              | (Lage)                        | PA00107765    | Inscrit      | 1969  | weitere Bilder |
| Hôtel échevinal  | Erbaut 1770  | Place Alexandre Gratte (Lage) | PA59000183    | Inscrit      | 2013  |                |